# GRA (テレビ番組)
『GRA』は、2007年10月20日から2008年3月29日までフジテレビで『バニラ気分!』枠（土曜日：12:59 - 13:30）の第2部にて放送されていたバラエティ番組である。番組名は「ゴールデンラッシュ嵐」（ごーるでんらっしゅあらし、Golden Rush Arashi）の頭文字を採った略語である。

## 番組概要
- 「○○研究会」と名づけ、それに関係する問題を出していく。
- 2007年から2008年1月までは、問題に答えられた者のみ、ご褒美が与えられる。
- 2008年2月からレギュラー陣が疑問に思ったことを解決していくコーナーに変わり、ゲストが出演しなくなった。

## 出演者
- 嵐
  - 相葉雅紀 ： 総合司会
  - 大野智
  - 櫻井翔
  - 二宮和也
  - 松本潤
- 伊藤利尋（フジテレビアナウンサー） ： 司会
- 松居一代 ： 主婦代表ご意見番
- 柳原可奈子 ： ギャル代表ご意見番

## 放送内容

### 2007年
| 回 | 放送日          | ゲスト                                       | 企画                     |
| -- | --------------- | -------------------------------------------- | ------------------------ |
| 1  | 2007年 10月20日 | 石原良純 梅宮辰夫 ギャル曽根                 | マグロ研究会、漬物研究会 |
| 2  | 10月27日        | 榊原郁恵                                     | カレー研究会             |
| 3  | 11月3日         | 片瀬那奈 山咲トオル 山根良顕（アンガールズ） | 書道研究会               |
| 4  | 11月10日        | 林家正蔵                                     | 和菓子研究会             |
| 5  | 11月17日        | 東国原英夫（当時宮崎県知事）                 | 宮崎県知事研究会         |
| 6  | 11月24日        | はな                                         | 仏像研究会               |
| 7  | 12月1日         | 国生さゆり                                   | 蕎麦研修会               |
| 8  | 12月8日         | -                                            | おでん研究会             |
| 9  | 12月15日        | -                                            | お正月研究会             |
| 10 | 12月22日        | 荒川静香                                     | フィギュアスケート研究会 |

### 2008年
| 回 | 放送日        | ゲスト     | 企画             |
| -- | ------------- | ---------- | ---------------- |
| 11 | 2008年 1月5日 | -          | 大根研究会       |
| 12 | 1月12日       | -          | 白菜研究会       |
| 13 | 1月19日       | さかなクン | タラ研究会       |
| 14 | 1月26日       | さかなクン | スルメイカ研究会 |
| 15 | 2月2日        | -          | 土鍋研究会       |
| 16 | 2月9日        | -          | 米研究会         |
| 17 | 2月16日       | -          | 味噌汁研究会     |
| 18 | 2月23日       | -          | 洗濯研究会       |
| 19 | 3月1日        | -          | 日本茶研究会     |
| 20 | 3月8日        | -          | 調理器具研究会   |
| 21 | 3月15日       | -          | 便利グッズ研究会 |
| 22 | 3月22日       | -          | 東京23区研究会   |
| 23 | 3月29日       | -          | 宴会芸研究会     |

## スタッフ
- ナレーター：阿部知代（フジテレビアナウンサー）
- 構成：堀田延、興津豪乃、岩本哲也
- SW：山口善弘
- CAM：藤本裕武、平野進、長谷川哲也
- VE：神田圭子
- VTR：牧野浩人
- MIX：湯沢春明
- LD：古谷美明
- 音効：平山稚子
- 美術デザイン：矢野浩則
- CG：加藤和博
- 編集：渡辺篤、荘野佑介
- MA：日吉寛
- 技術協力：ROGUE、TDKコア
- ヘアメイク：服部幸雄、竹内美徳
- メイク：メーキャップルーム
- スタイリスト：野村昌司
- 編成：松崎容子
- 協力：ジャニーズ事務所
- 制作協力：リーライダーす
- FD：今村光宏
- AD：
- ディレクター：古賀謙一、長嶺望、岡部統一、中村拓史
- AP：岩田うらら
- プロデューサー：李闘士男、神成欣哉
- 制作著作：フジテレビ